# Вали (мифология)
Ва́ли (др.-сканд. Váli) — в германо-скандинавской мифологии бог мщения.
Сын Одина и великанши Ринд, Вали был рождён с одной лишь целью: отомстить Хёду за неумышленное убийство Бальдра. Согласно мифу, родившись, он полностью повзрослел за один день.
В «Видении Гюльви» о Вали сказано, что он отважен в бою и очень метко стреляет.

## Рагнарёк
Вали предстоит пережить Рагнарёк вместе с братом Видаром и сыновьями Тора: Магни и Моди.